# Core Energetics
Ten artykuł opisuje teorie, metody lub czynności niezgodne ze współczesną wiedzą medyczną.
Core Energetics (w dosł. tłum energetyka rdzenia) – system psychoterapii integrujący techniki werbalne z technikami ekspresji poprzez ruch fizyczny i głos.

## Historia
Core Energetics została opracowana przez psychiatrę Johna Pierrakosa.
Pierwszy Instytut uczący Core Energetics został założony w 1978 roku w Nowym Jorku. Od tamtego czasu powstało wiele instytutów i ośrodków uczących Core Energetics w Stanach Zjednoczonych, Kanadzie, Meksyku, Brazylii, Australii, Niemczech, Holandii, Szwajcarii, Grecji, Anglii i Czechach. Od 2016 roku warsztaty i szkolenia w metodzie Core Energetics odbywają się także w Polsce (organizowane przez Polskie Stowarzyszenie Core Energetics).